# Болгары в Венгрии

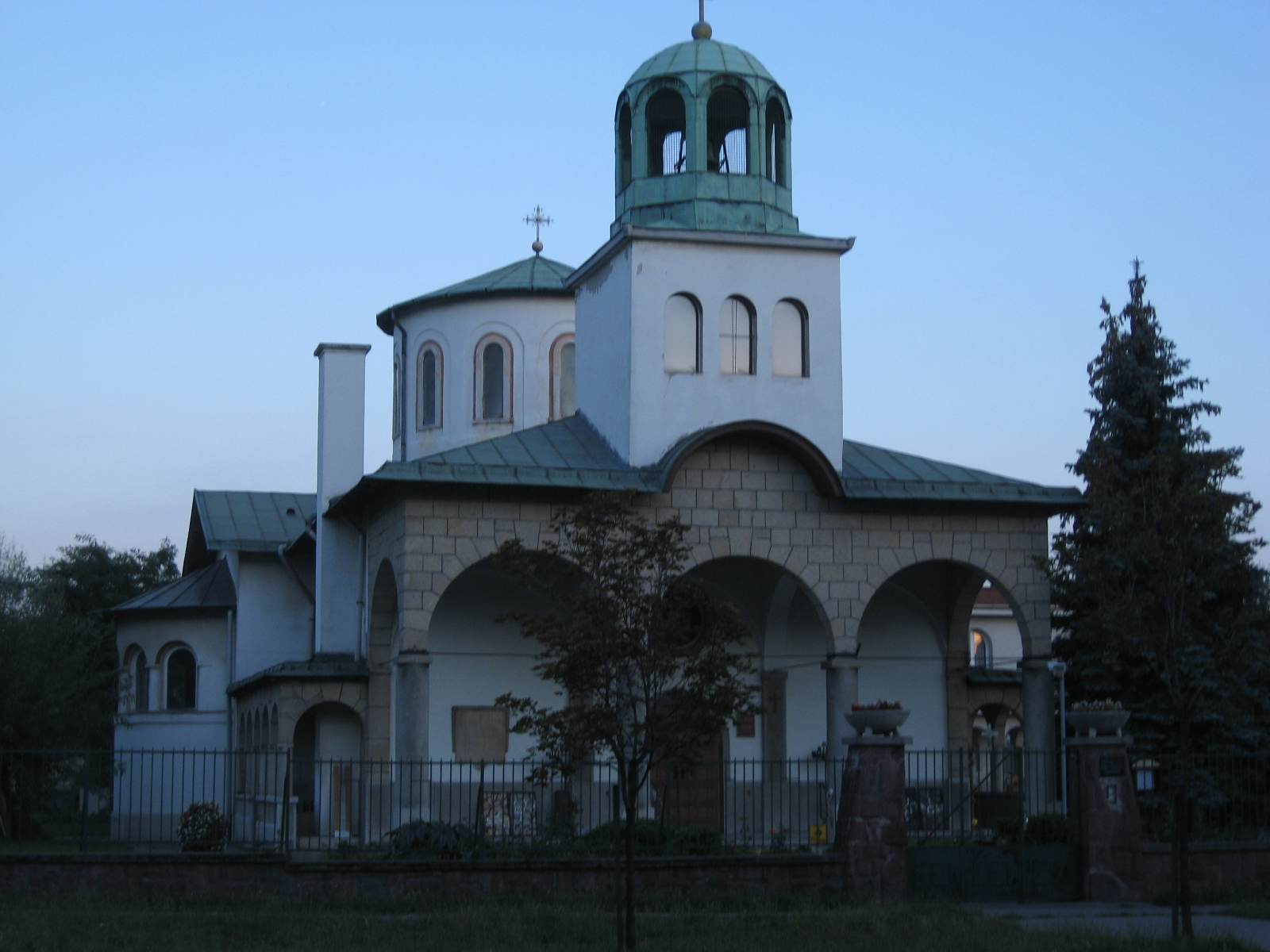
Болгарская православная церковь Св. Кирилла и Мефодия в Будапеште

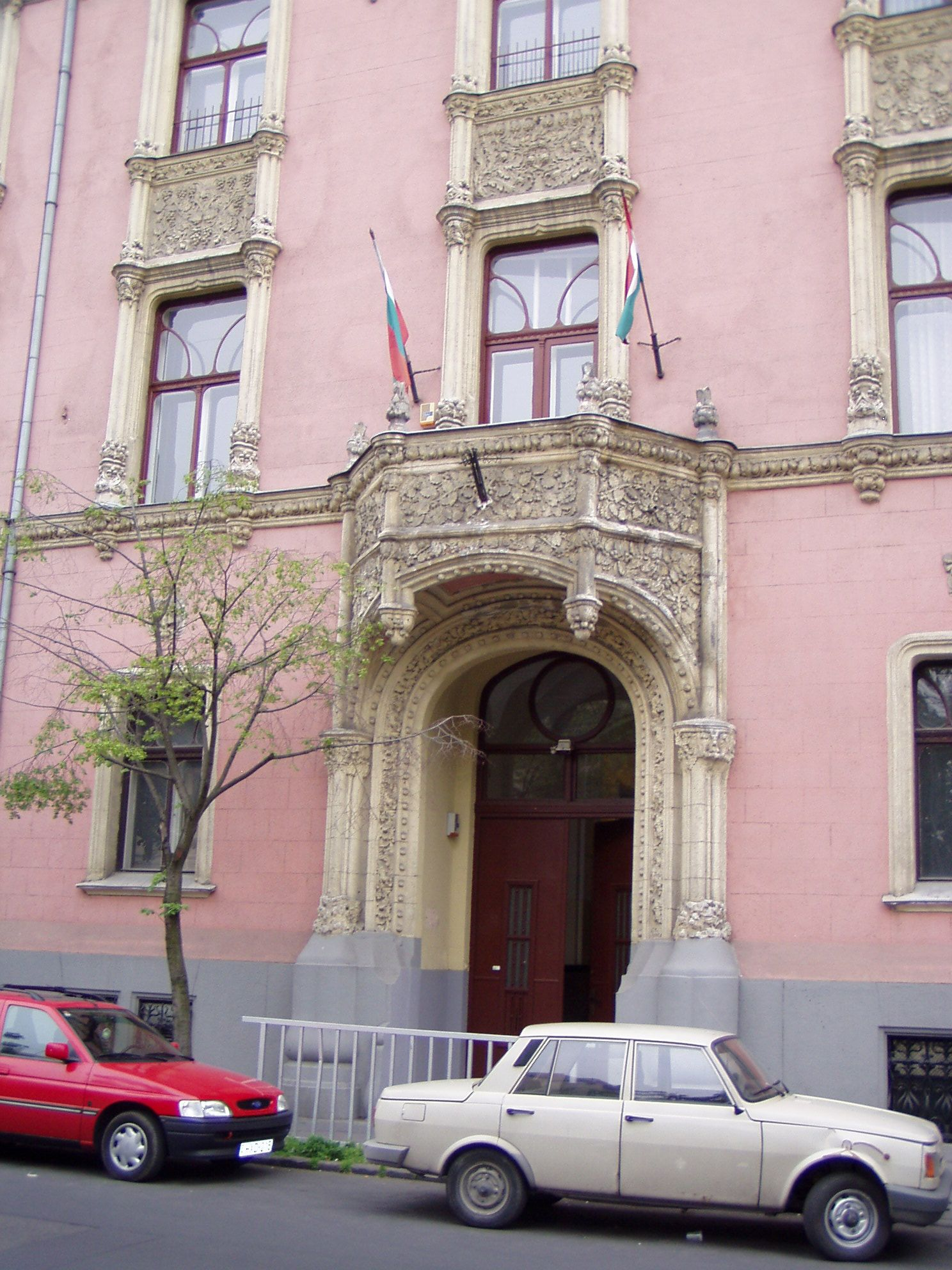
Болгаро-венгерская школа им. Христо Ботева в Будапеште

Болгары в Венгрии (болг. Българи в Унгария, венг. Magyarországi bolgárok) являются одним из 13 официально признанных национальных меньшинств в Венгрии в соответствии с Законом о правах национальных и этнических меньшинств, принятым венгерским парламентом 7 июля 1993 года. По данным переписи 2001 года, их численность составляет 2316 человек или 0,02 % от общей численности населения в стране. По неофициальным данным, их численность колеблется от 2000 до 7000 человек.

## История
В Раннее Средневековье большая часть современной Венгрии входила в состав Первого Болгарского царства. По одной из версий, болгарский хан Крум родился в Паннонии, а болгарские наместники Салан, Рад, Охтум (Ахтум), Сермон и Меноморут управляли областями Срем, Банат, Бачка и частью Трансильвании в IX—XI веках в соответствии с Геста Гунгарорум (Gesta Hungarorum).
Северный венгерский город Сентендре и окрестные сёла были заселены болгарами ещё в средневековье. В XVIII веке окрестности Сентендре были заселены переселенцами из Чипровца, бежавшими после поражения Чипровского восстания. В XVI веке под Вишеградом одно из сёл называлось «Болгар Фалу» (Болгарское село). Болгарские беженцы, покинувшие Османскую империю, впервые упоминаются как жители этого региона в 1428 году. Со временем, однако, они ассимилировались с венгерским населением.
Болгары-католики, переселившиеся в Банат, известны сегодня как вторая волна эмиграции. В болгарских публикациях межвоенного периода их численность обычно округляется до 10 тысяч.
Тем не менее, нынешняя болгарская община является потомками огородников и других специалистов, которые иммигрировали в Австро-Венгрию в больших группах в XVIII, XIX и XX веках до Первой мировой войны. В 1857 году болгары в комитате Пешт-Пилиш-Шольт-Кишкун насчитывали 2815 человек, и до 1870 года их численность существенно не изменилась.
Старейшая болгарская организация, Ассоциация болгар Венгрии, была основана в 1914 году по инициативе Лазаря Иванова из Тетевена. Болгарская церковная община была основана в 1916 году, а первая школа — в 1918 году. В 1932 году в Будапеште была построена Болгарская православная церковь св. Кирилла и Мефодия.
Болгарская община издаёт свою газету «Болгарские вести» и журнал «Хемус», а также значительное количество книг. Кроме того, существует целый ряд коллективов народного танца, театр, несколько оркестров, болгарская школа на родном языке и болгаро-венгерская средняя школа им. Христо Ботева.

## Численность и доля

### Переписи населения
Численность болгар по данным переписи населения, по медье:
|                      | 2001 | 2011 |
| -------------------- | ---- | ---- |
| Венгрия              | 2316 | 6272 |
| Баранья              | 86   | 204  |
| Бач-Кишкун           | 49   | 231  |
| Бекеш                | 46   | 103  |
| Боршод-Абауй-Земплен | 93   | 335  |
| Будапешт             | 1207 | 2271 |
| Ваш                  | 11   | 96   |
| Веспрем              | 25   | 138  |
| Дьёр-Мошон-Шопрон    | 25   | 256  |
| Зала                 | 23   | 77   |
| Комаром-Эстергом     | 58   | 162  |
| Ноград               | 21   | 55   |
| Пешт                 | 322  | 1052 |
| Сабольч-Сатмар-Берег | 43   | 171  |
| Тольна               | 22   | 73   |
| Фейер                | 39   | 157  |
| Хайду-Бихар          | 83   | 341  |
| Хевеш                | 17   | 108  |
| Чонград-Чанад        | 73   | 171  |
| Шомодь               | 38   | 99   |
| Яс-Надькун-Сольнок   | 35   | 172  |